# Josephoartigasia
Josephoartigasia é um gênero extinto de roedores da família Dinomyidae, do Plioceno. O gênero inclui o maior roedor até então conhecido, Josephoartigasia monesi.

## Espécies
- Josephoartigasia monesi Rinderknecht e Blanco, 2008
- Josephoartigasia magna (Francis e Mones, 1966)